# 대기권 진입

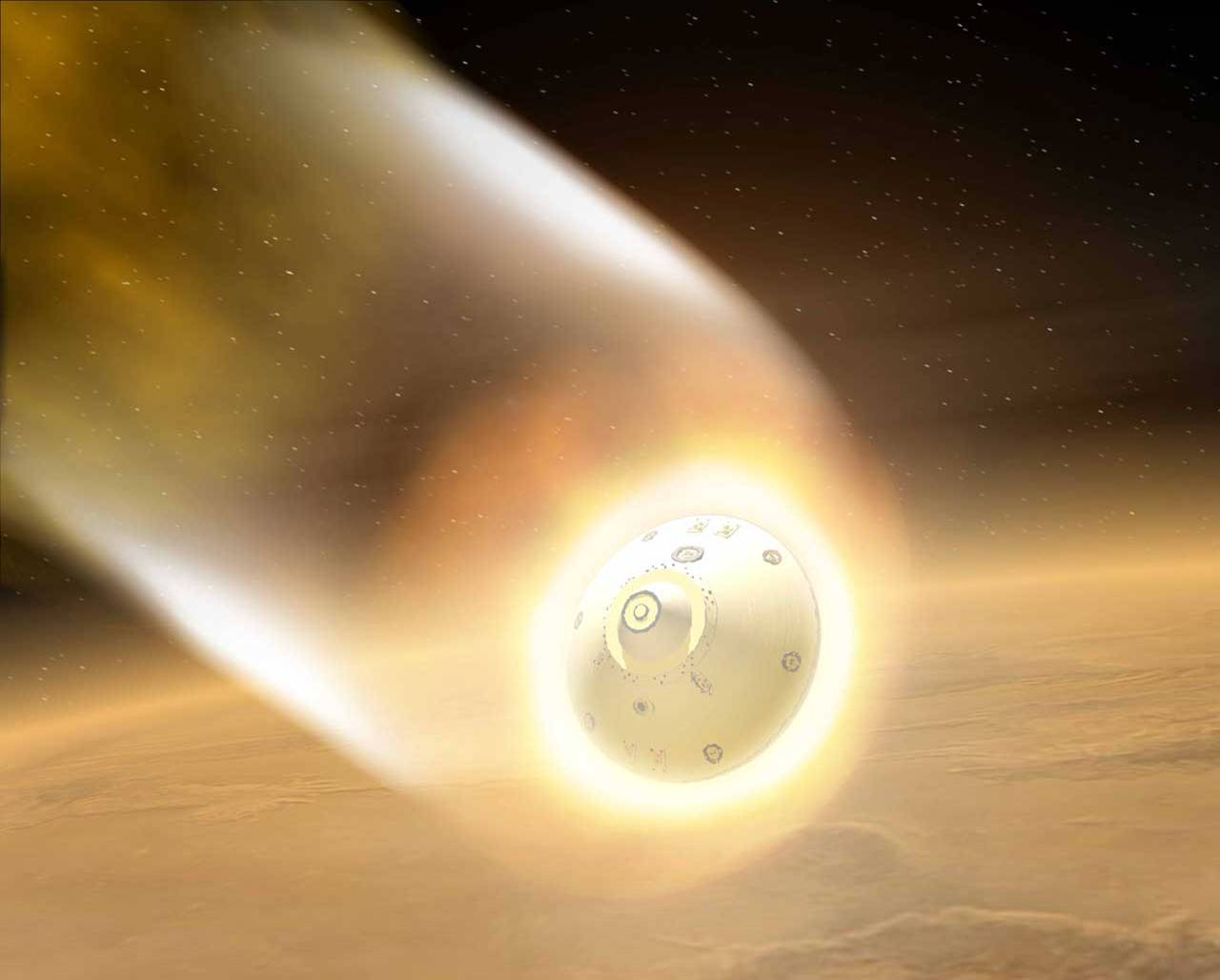
스피릿과 오퍼튜니티

유성이 대기권 진입을 하며 거치는 과정들

대기권 진입(大氣圈進入, 영어: atmospheric entry)은 우주 공간에서 행성, 소행성, 위성의 대기권으로 물체가 떨어지는 것을 말한다. 대기권 재진입(大氣圈再進入, 영어: atmospheric reentry), 재돌입(再突入, 영어: reentry)이라고 하기도 한다. 통제의 여부로 통제되는 진입, 통제되지 않는 진입으로 나뉜다. 대기권 재진입, 하강, 착륙(Entry, Descent, and Landing)를 하는 과정 혹은 그 과정을 실행하는데 필요한 기술력을 EDL이라고 부른다.
대기권에 진입할 때는 엄청난 항력이 발생하며, 이는 물체에 큰 충격을 입힌다. 또한 공력가열이 발생하는데, 이는 충격파로 인한 단열압축효과 혹은 항력 때문에 발생한다. 대기권으로 진입하는 물체는 분해될 수 있으며, 압축강도가 낮은 물체는 폭발할 수도 있다.
유인우주선은 속도를 음속 이하로 줄여야 낙하산 혹은 에어브레이크를 펼칠 수 있다. 속도를 줄이기 위해서는 역추진로켓을 사용한다. 유인우주선이 대기권으로 떨어질 때 그 유인우주선은 50MJ에서 1,800MJ 정도의 운동 에너지를 가지고 있다.
탄도유도탄이나 소모성 우주 발사체는 대기권 진입 시 감속을 할 필요가 없으며, 오히려 속도를 유지시키기 위해 유선형으로 제작된다.
지구 대기권 진입은 상공 100km, 화성은 상공 80km, 금성은 상공 250km 지점에서 발생한다. 대기권 진입을 하려고 많은 기술들이 개발되었다. 부력을 이용하는 대기권 진입은 두꺼운 대기권, 강력한 중력 혹은 가스 행성에서 사용할 수 있다.

## 역사
열 차폐막의 개념은 1920년대에 로버트 고다드가 처음 생각해 냈다. 대기권 진입 기술을 본격적으로 개발하기 시작한 때는 탄도유도탄이 본격적으로 개발에 착수하게 된 시기이다. V-2 로켓과 같은 초기의 단거리 탄도유도탄은 기체가 받는 충격 그리고 안정성이 가장 중요했으며, 중거리 탄도유도탄은 열에서 기체를 보호하기 위해 파인 세라믹을 사용했으며, 현대의 대륙간탄도유도탄은 열 차폐막이 없으면 안된다.

## 대기권 진입 사건사고
- 보스호트 2호: 서비스 모듈 분리가 되지 않았지만, 승무원들은 살아남았다.
- 소유스 1호: 고도계가 궤도상에서 고장났고, 낙하산이 제대로 펼쳐지지 않아 추락했다. 이 일로 우주비행사 블라디미르 코마로프가 사망하였다.
- 소유스 5호: 서비스 모듈 분리가 되지 않았지만, 승무원들은 살아남았다.
- 소유스 11호: 귀환 모듈의 밸브에 이상이 생겨서 탑승하고 있던 3명 전원 사망하였다.
- 마스 폴라 랜더: EDL 과정에서 문제가 생겨 결국 추락하였다. 소프트웨어 문제가 생긴 것으로 추정된다.
- STS-107: 왼쪽 날개의 탄소섬유강화합성물 패널(열 차폐막으로 이용)이 외부 연료탱크에서 떨어져 나온 절연체에 강타되어 파괴되었다. 이후 대기권 진입 과정에서 공력가열로 인해 결국 컬럼비아 우주왕복선은 파괴되었고 탑승하고 있던 7명 전원 사망하였다.
- 제네시스 (우주선): 낙하산이 제대로 펴지지 않았다.
- 소유스 TMA-11: 오류로 인해 엉뚱한 곳에 착륙하였다.[4] 이소연을 비롯한 승무원 전원 생존하였다.

## 대기권 진입을 성공시킨 기관들

### 유인 우주선

#### 국가/정부에 의한 유인 우주선 대기권 진입
- 미국
- 러시아/ 소련
- 중국

#### 민간 기업에 의한 유인 우주선 대기권 진입
- 스페이스X

### 무인 우주선

#### 국가/정부에 의한 무인 우주선 대기권 진입
- 미국
- 러시아/ 소련
- 유럽
- 일본
- 인도
- 중국

#### 민간 기업에 의한 무인 우주선 대기권 진입
- 스페이스X

## 같이 보기
- 스타트램